# パッテンゼン
パッテンゼン ( Pattensen) は、ドイツ連邦共和国ニーダーザクセン州ハノーファー広域連合に属す小都市である。本市の人口は約15,000人で、農業を主体とする街である。住民の多くはハノーファー経済圏に通勤している。

## 地理
パッテンゼンは、南西から時計回りに以下の市町村と境を接している: シュプリンゲ、ヘンミンゲン、ラーツェン（以上いずれもハノーファー広域連合）、ザールシュテット、ノルトシュテンメン（ともにヒルデスハイム郡）。この街は、歴史的地域区分のカレンベルガー・ラントに含まれ、肥沃な耕作地となるカレンベルガー・レスベルデ（黄土の土地）に位置している。
各市区には固有の集落があり、その間には数百メートルから4000メートルの距離があり、農地として利用されている。パッテンゼン＝ミッテと南南東の隣の市区であるヤインゼンとの間は約 4 km 離れており、農地が広がっているが、その一部はザールシュテット市に含まれる。
パッテンゼンの東をライネ川が流れており、「ハノーファーとルーテとの間のライネアウエ」自然保護区、オーベーレ・ライネ景観保護区、カレンベルガー・ライネタール景観保護区を形成している。最南部の広さ約 1 km2 のエリアには、マリエンベルク、シューレンベルガー・ベルク、マースベルクが、ノルトシュテムエリアにはアデンザー・ベルクといった森に覆われた山がある。南西部のヒュペーデやオーリーの近くにはいくつかの森（ヤインザー・ホルツ）がある。

### 市の構成
パッテンゼンは、ヒュペーデ市区、ヤインゼン市区、コルディンゲン市区、オーリー市区、パッテンゼン＝ミッテ市区、レーデン市区、シューレンブルク市区、ヴァルデゲッツェン市区と、ティーデンヴィーゼ集落およびラウエンシュタット集落からなる。ヒュペーデとオーリーはオルト権限を持つ地区ヒューペーデ＝オーリーを形成しており、共同のオルト議会（地区議会）を有している。

## 地区

### 中世

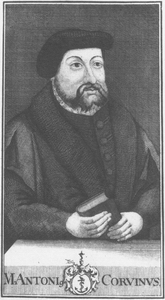
アントニウス・コルヴィヌス

パッテンゼン周辺に人が定住した最初の証拠は、旧石器時代中期にまで遡る。ただし現在の旧市街に初めて人が定住したのは、おそらく6世紀から8世紀の間頃になってからであった。9世紀にはすでにパッテンゼンに原始教会区が設けられた。
パッテンゼンは、コルヴァイ修道院の寄進録である Traditiones Corbeienses に986年に初めて記録された。この年号は、修道士名簿と修道院長ティートマルスの任期（983年 - 1001年）とを照合することで、ある程度の確実性を持って判明している。後にパッテンゼン (Pattensen) となる Pathi（Pathihus あるいは Pathihusen とも表記される）という語は、おそらくゲルマン語の "Path" に由来する。これは「湿地」や「沼地」と訳され、シレ低地の湿地にあるパッテンゼンの立地を表している可能性がある。
パッテンゼンの集落の形成は、中世の重要な2本の通商路が交わる地点であったことで説明できる。ライネ川と並行に南北に通る街道がおそらくパッテンゼンを通っていた。ここで広い湿地を渡る必要があったためである（現在のブルーフヴィーゼン付近）。東西方向にはヘルヴェーク・フォア・デム・ザントフォルデがこの集落あるいはその近くを通っていた。その休憩地点がそこにあったと推察されている。

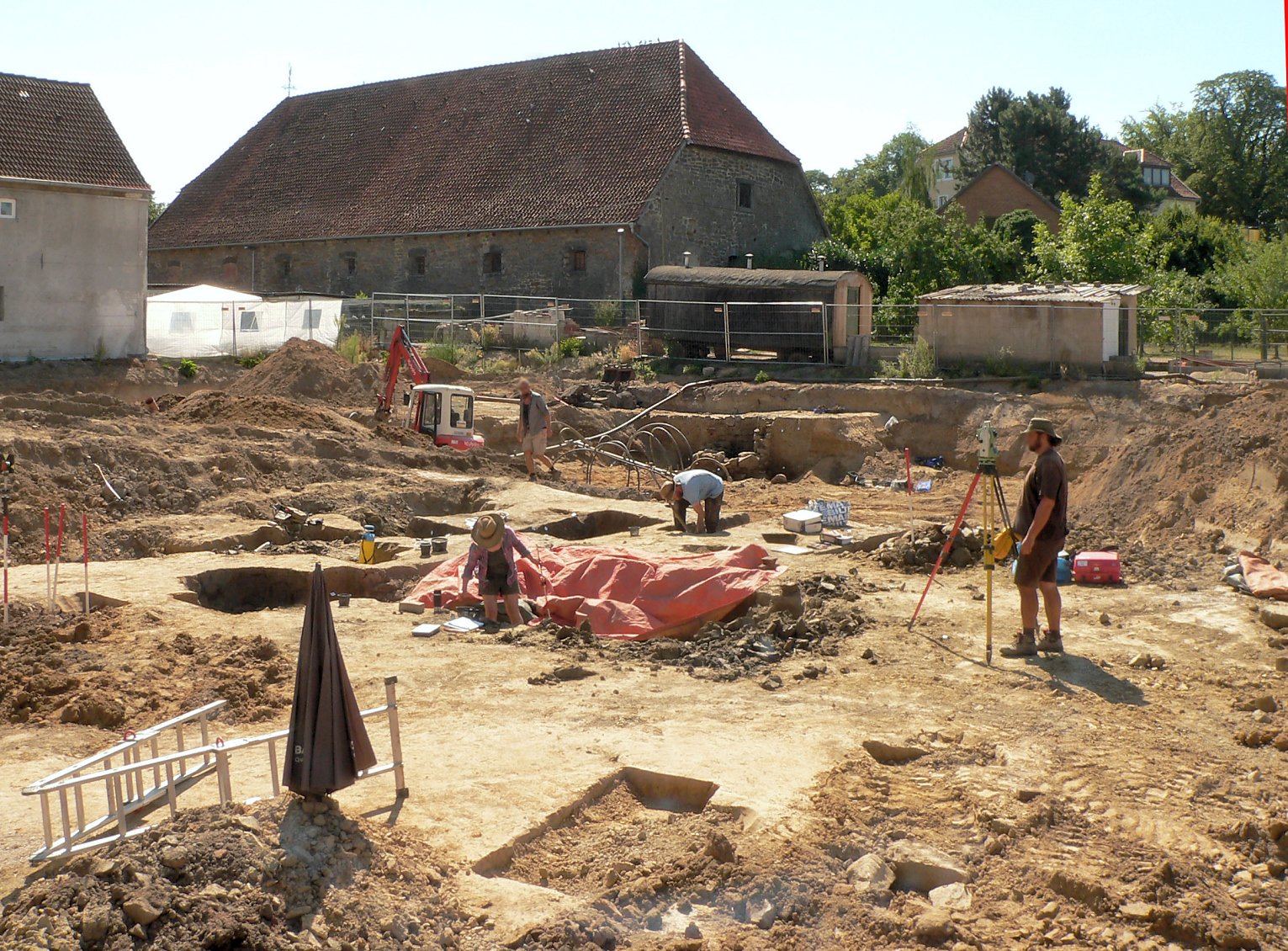
ヴァイデマンシャー・ホーフの発掘現場（2018年）

13世紀には、ゴー・パッテンゼンはハラームント伯領に属した。これは1210年から1220年までの間に硬貨鋳造権を有する領主ルドルフ2世フォン・ハラームントの命令に従ってパッテンゼンで鋳造されたホラームンダー硬貨が発見されたことによって証明されている。13世紀初めにハラームント伯は、通商路を監視するために丘の上にパッテンゼン城を築いた。この城砦の近くには城吏の荘園が8箇所設けられた。その1つが後のヴェイデマンシャー・ホーフである。これらは、城の住人に農産物、消費財、使用人を供給するのに利用された。荘園は城砦の周りに馬蹄形に配置され、既存の村や1150年から1180年の間に建設されていた教会（聖ルカス教会）のためのスペースがとられていた。おそらく同じ13世紀前半にハラームント伯ルドルフ2世がその領主としてパッテンゼンに最初の都市権を授けた。
13世紀中頃に、ヴェルフ家がゴー・パッテンゼンの統治権を獲得し、ブラウンシュヴァイク＝リューネブルク公領の一部であるリューネブルク侯領に属した。リューネブルク領とブラウンシュヴァイク領との間の境界域、すなわちミンデン司教区とヒルデスハイム司教区との境界域に位置することでパッテンゼンは戦略的重要性を有しており、その結果、強固な防衛施設が建設された。都市は、西は湿地に至るまで拡張され、かなりの数の軍隊を収容することができた。拡張の際にはヒュペーダー・バッハが堀として利用され、第2の市門（ダムトーア）が建設された。ヒッデストルフ方面へは板敷きの堤防道（現在のダム通り）が湿地を貫いて建設され、途中に新しい農場が建設された。14世紀になるまで続けられたこうした拡張によって、市内にシュタイントーア共同体（教会の東側）とダムトーア共同体（教会の西側）という2つのマルク共同体が形成された。各共同体には、それぞれの門の前に共同体が独立して定めた土地があった。
現在のパッテンゼンのコルディンゲン市区に、13世紀または14世紀にライネ川渡河を監視するための水城としてコルディンゲン城館が建設された。オットー厳格公は、1292年にシューレンブルクにカレンベルク城を築いた。周辺地域はこの城にちなんで命名された。この要塞はヒルデスハイム司教に対抗するために建設され、長年にわたってヴェルフ公爵領の宮殿および行政機関として利用された。
1370年に始まったリューネブルク継承戦争でパッテンゼンは1373年7月25日にアルブレヒト公に占領された。戦争終結後、1390年2月3日にハインリヒと
ベルンハルトはパッテンゼンに特許状を発行した。ベルンハルトの息子オットーは1429年に、当時ブラウンシュヴァイク＝ヴォルフェンビュッテル侯領に属していたカレンベルガー・ラントを略奪し、リューネブルク侯領に属していたパッテンゼンに立てこもった。このためヴォルフェンヴュッテル侯ヴィルヘルムはパッテンゼンを占領し、ヴォルフェンヴュッテル領に編入した。勝利したヴィルヘルムとハインリヒは、パッテンゼンが被った被害の代償として6年間の免税を認めた。さらなる戦闘的対立の結果、1432年に侯領は分割され、カレンベルガー・ラントはカレンベルク侯領としてヴィルヘルムに与えられ、パッテンゼンは1433年に最終的に2500ライニシャー・グルデンでカレンベルク侯領に帰属することとなった。
ヒルデスハイム教会フェーデの進行に伴い、ヒルデスハイム軍は1519年5月6日にパッテンゼンに進軍し、戦闘のないままこの街を占領し、略奪した。その後4週間続いたカレンベルク要塞の包囲が解かれた後、宿営として用いられていたパッテンゼンはほぼ完全に焼き払われ、わずか2軒の家屋が炎を免れただけであった。コルディンゲン城館もコルディンゲン城砦も破壊された。1522年10月2日と1523年4月21日にヒルデスハイムの報復攻撃によって新たな壊滅的火災が引き起こされ、パッテンゼンは破壊された。1526年に作成された損害計算でパッテンゼンの損害は40,000グルデンとされている（比較のためハノーファーの損害は55,000グルデンであった）。復興には数十年を要した。

### 近世・近代
パッテンゼンは13世紀から首席助祭の所在地であり、宗教改革の時代には1542年にアントニウス・コルヴィヌスがラント教区監督官としてその役所をおいたことから宗教的中心地になっていた。当時、ハノーファー旧市街の3つの教会（聖ゲオルク教会、エギディエン教会、十字架教会）もこの首席助祭区に属していた。この領邦で最初の大規模な教会シノドが1544年6月にパッテンゼンで開かれた。この期間中パッテンゼンは多くの領邦会議が開かれる重要な会議の開催地とみなされており、司教や公爵が滞在した。1527年に設立されたハノーファー宮廷裁判所もパッテンゼンに移設され、1587年までこの街に置かれていた。エーリヒ2世公の命令で、対抗宗教改革が興り、1459年に公がアウクスブルク仮信条協定を適用しようとした。コルヴィヌスがこれに反対すると、公は彼とパッテンゼンの牧師ヴァルター・ヘーカーを逮捕し、3年間カレンベルク要塞に投獄した。

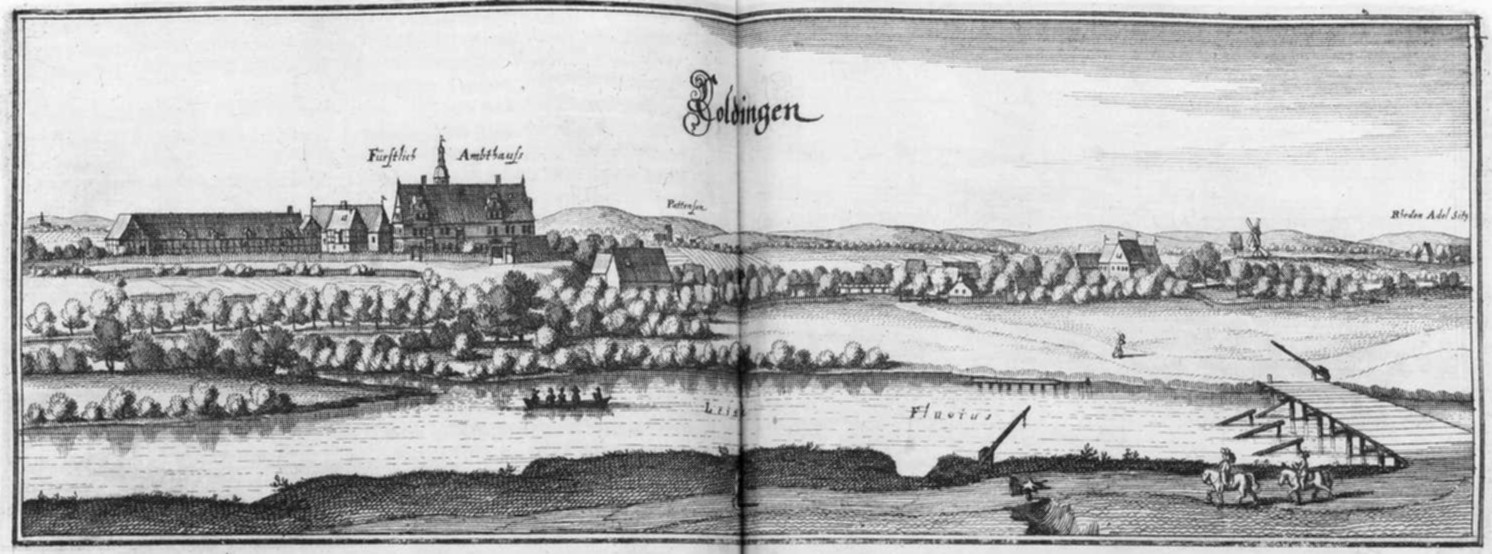
マテウス・メーリアンの銅版画に描かれた1654/58年頃のコルディンゲン城館とコルディンゲン城塞。遠景にパッテンゼンが描かれている。

またエーリヒ公は、エルダグゼンでの魔女裁判やノイシュタット・アム・リューベンベルゲでの魔女狩りを推進し、1568年から1574年までの間にアネッケ・ロトシュレーダー、アネッケ・フォス、マルガレーテ・クニッゲなどのパッテンゼンの女性も裁判にかけられた。
三十年戦争の破壊は壊滅的で、戦争中カレンベルガー・ラントは何度も略奪を受けた。1625年から繰り返し、時には千人以上の軍隊がパッテンゼンで宿営した。パッテンゼン住民は占領とそれに伴う軍税の徴収や略奪にひどく苦しめられた。飢餓と病気が蔓延し、家屋は何度も破壊された。地域全体が被った損害は莫大なものであった。
1708年にゲオルク・ルートヴィヒ選帝侯は、パッテンゼンにも変化をもたらした新しい都市条例を発効した。2人のビュルガーマイスター（「実務」と「儀典」の市長）を含め10人から12人の選出された議員で構成される議会に替えて、ビュルガーマイスター1人と終身の3人の議員からなる議会を置いたのである。
パッテンゼンでは何度も大火が起こった。1655年と1733年の火災は最も壊滅的であった。これにより100軒以上の家屋、200ないしは144棟の納屋や倉庫が破壊された。後者の火災では16人が死亡した。町役場や文書館も消失した。復興時には防火に配慮がなされ、たとえばいくつかの通りは道筋が変更され、家屋の間にスペースが確保された。
18世紀から19世紀にパッテンゼンはさらに3回敵軍による占領を受けた。七年戦争の1757年と1806年からフランス軍に占領された。1806年から1813年まで本市はフランス支配下に置かれ、カントンの主邑としてヴェストファーレン王国（ハノーファー県アラー郡）に属した。さらに、1866年にはプロイセン軍がハノーファー王国を占領した。
1857年から1866年に、現在の市域の南に位置するシューレンブルガー・ベルクの上にマリエンブルク城館が建設された。この城はハノーファー王ゲオルク5世の王妃マリーが夏の離宮として利用した。

### 第二次世界大戦から現代
パッテンゼンには何世紀もの間活発なユダヤ人コミュニティがあった。シナゴーグ（1908年建設）、ユダヤ人学校、2か所のユダヤ人墓地がその存在を示していた。1938年の帝国ポグロム運動（水晶の夜）によりこのコミュニティの成員は暴行され、ホーフ通りのシナゴーグは破壊された。多くのユダヤ人がこの日逮捕され、ブーヘンヴァルト強制収容所に送致された。パッテンゼンで最後に逮捕されたユダヤ人は1942年に送致された。
第二次世界大戦末期、1945年4月8日の夜に無抵抗降伏勧告の期限を過ぎたため、戦闘爆撃機が攻撃を行い、旧市街のいくつかの家屋が破壊された。この攻撃により約100人の住民が死亡した。翌日国防軍がパッテンゼンから退避したため、パッテンゼンは無抵抗で降伏した。
1939年のザルツギッター地区での大規模な鉄産出の開発により、この地域に住んでいた農民の大規模な移住が起こった。27人の農民（ザルツギッター農民）がパッテンゼンに新たに形成され、都市景観に強い影響を与えた農場（バウエルンジートルング）に移住した。1945年以降何段階もの都市拡張を経てやっと農場は徐々に都市景観に組み込まれていった。第二次世界大戦後の一時期には、旧ドイツ東部領土から追放された移住者がパッテンゼンの人口の 30 % を占めていた。これらの住民の中のカトリック教徒のために1953年に聖マリア教会が建設された。
1974年3月1日、ヒュペーデ、ヤインゼン、コルディンゲン、オーリー、レーデン、シューレンブルク (ライネ)、フォルデゲッツェンが合併した。

## 住民

### 宗教
パッテンゼンは、福音主義＝ルター派のハノーファー教会管区ラーツェン＝シュプリンゲ教会クライスの本部所在地である。パッテンゼンのコルヴィヌス広場の聖ルカス市教会がこの教会クライスに属している。この教会は1400年頃に三廊式バジリカからハレンキルヒェに改築された。1801年/1802年にさらに改築された後、現在は大きなホールとなっており、ハレンキルヒェの囲い壁だけが遺されている。
オストラント広場のカトリックの聖マリア教会は、1953年に建設された。この教会は2006年以降、ハノーファー＝オーバーリックリンゲンの聖アウグスティヌス教会区に属している。
新使徒教会は、ランゲ・ヘーゼ通りにある。この教会はハノーファー南西部教会管区に属す。

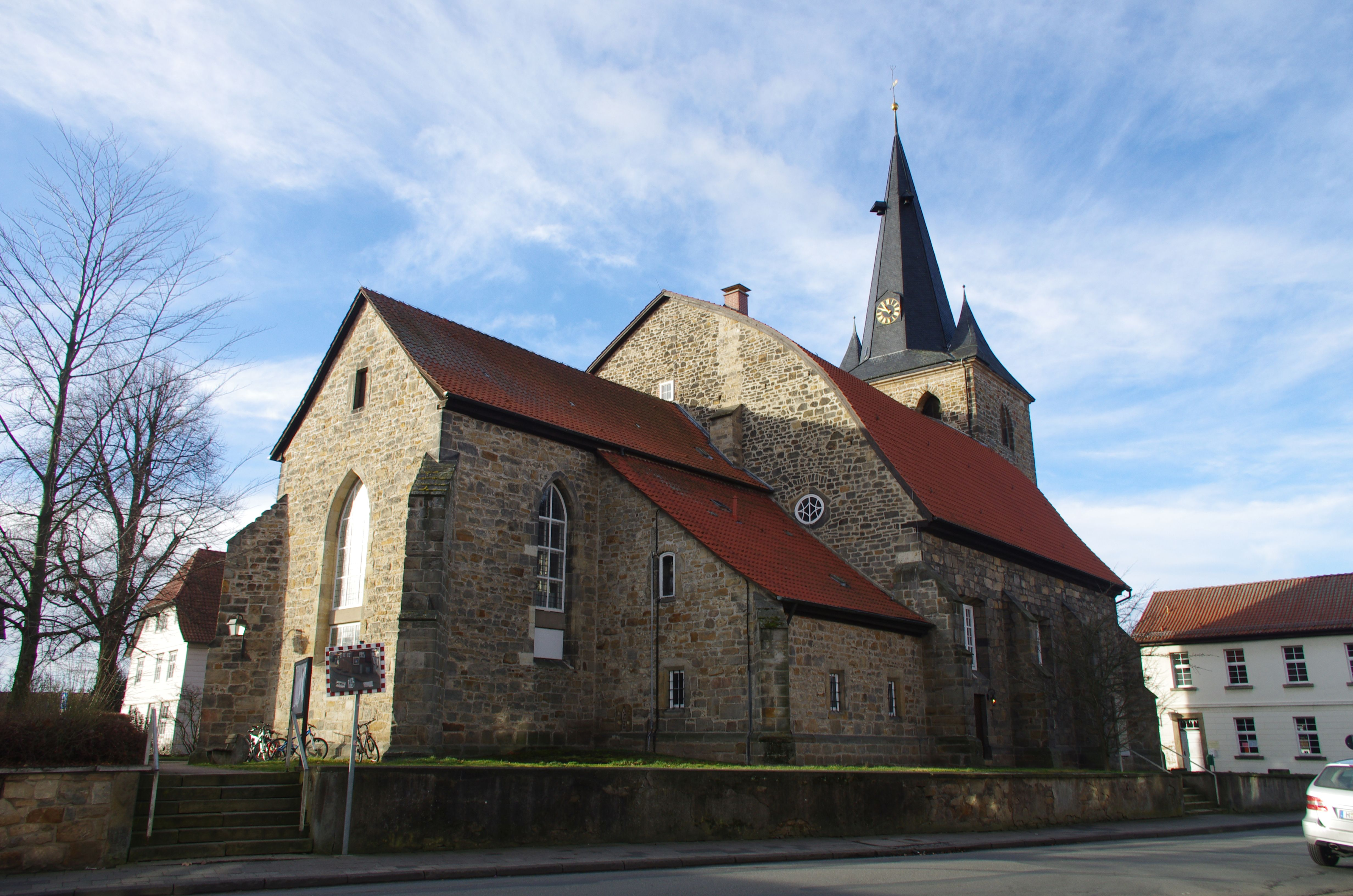
聖ルカス教会
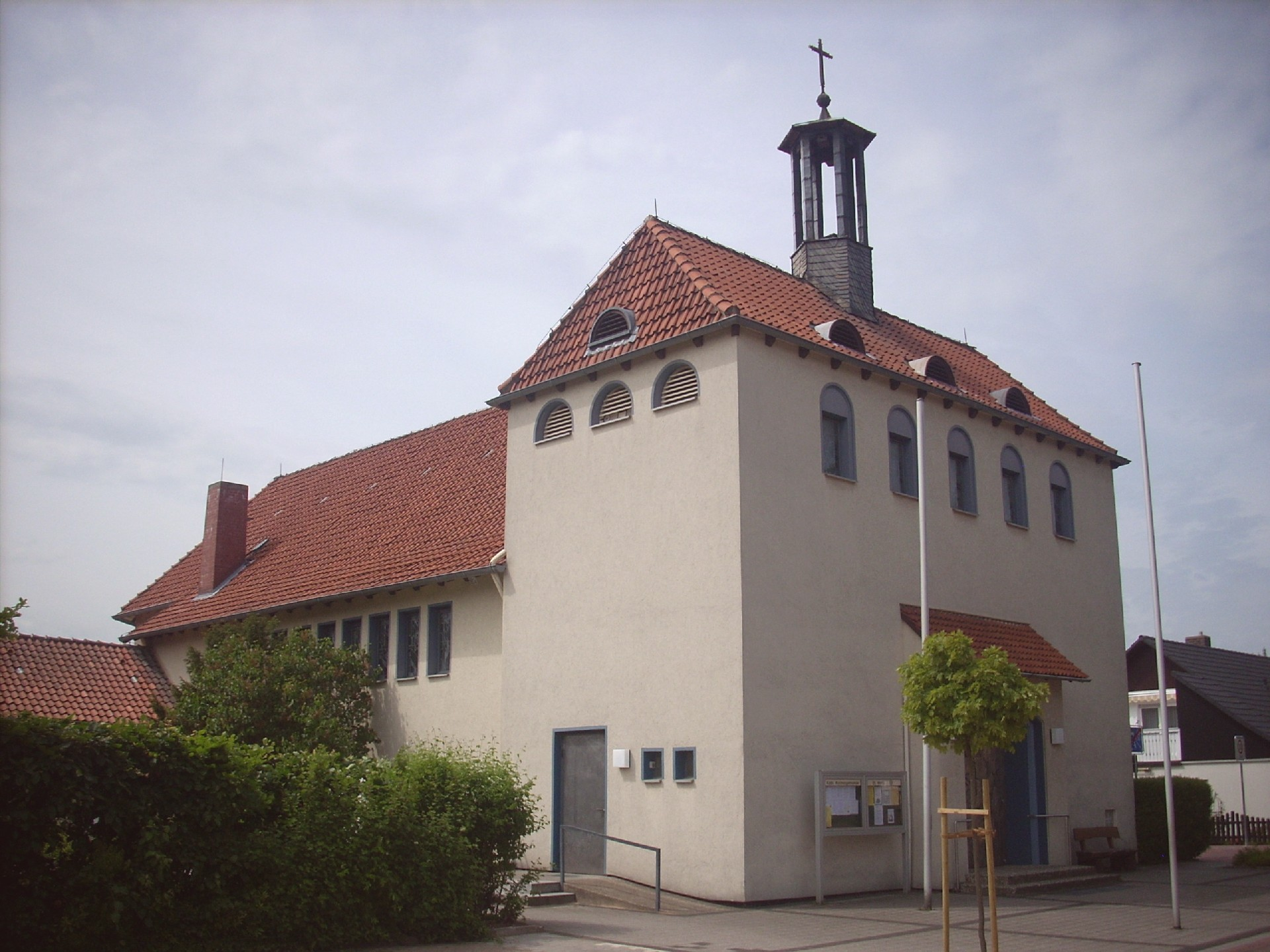
聖マリア教会

## 行政

### 首長
パッテンゼンの市長はラモーナ・シューマン (SPD) である。彼女は2014年の市長選挙決選投票で 67.4 % の支持票を獲得して市長に選出された。2021年の選挙では 55.30 % の票を得て再選された。

#### 過去の首長
- 1960年 - 1972年: アウグスト・ベトガー
- 1972年 - 1974年: ゲルハルト・クルーゼ
- 1974年 - 1983年: アウグスト・ベトガー
- 1983年 - 1991年: ホルスト・モラヴィツキー
- 1991年 - 1996年: ヘニング・ヒリガー
- 1996年 - 2014年: ギュンターグリーベ
- 2014年 - : ラモーナ・シューマン

### 議会
パッテンゼンの市議会は30議席からなる。これに市長が加わる。

### 地区議会
市区部には5つの地区議会があり、合計29人がその議席を占めている。

### 姉妹都市
パッテンゼンは以下の街と姉妹都市関係にある。
- サン＝トーバン＝レ＝エルバッフ（フランス語版、英語版）（フランス、セーヌ＝マリティーム県）

また、以下の街とは援助協力関係を結んでいる。
- ビルクシン（ポーランド語版、英語版）（ポーランド、ドルヌィ・シロンスク県）
- ピサジョビツェ（ポーランド語版、英語版）（ポーランド、ドルヌィ・シロンスク県）
- カルプニキ（ポーランド語版、英語版）（ポーランド、ドルヌィ・シロンスク県）

## 文化と見どころ

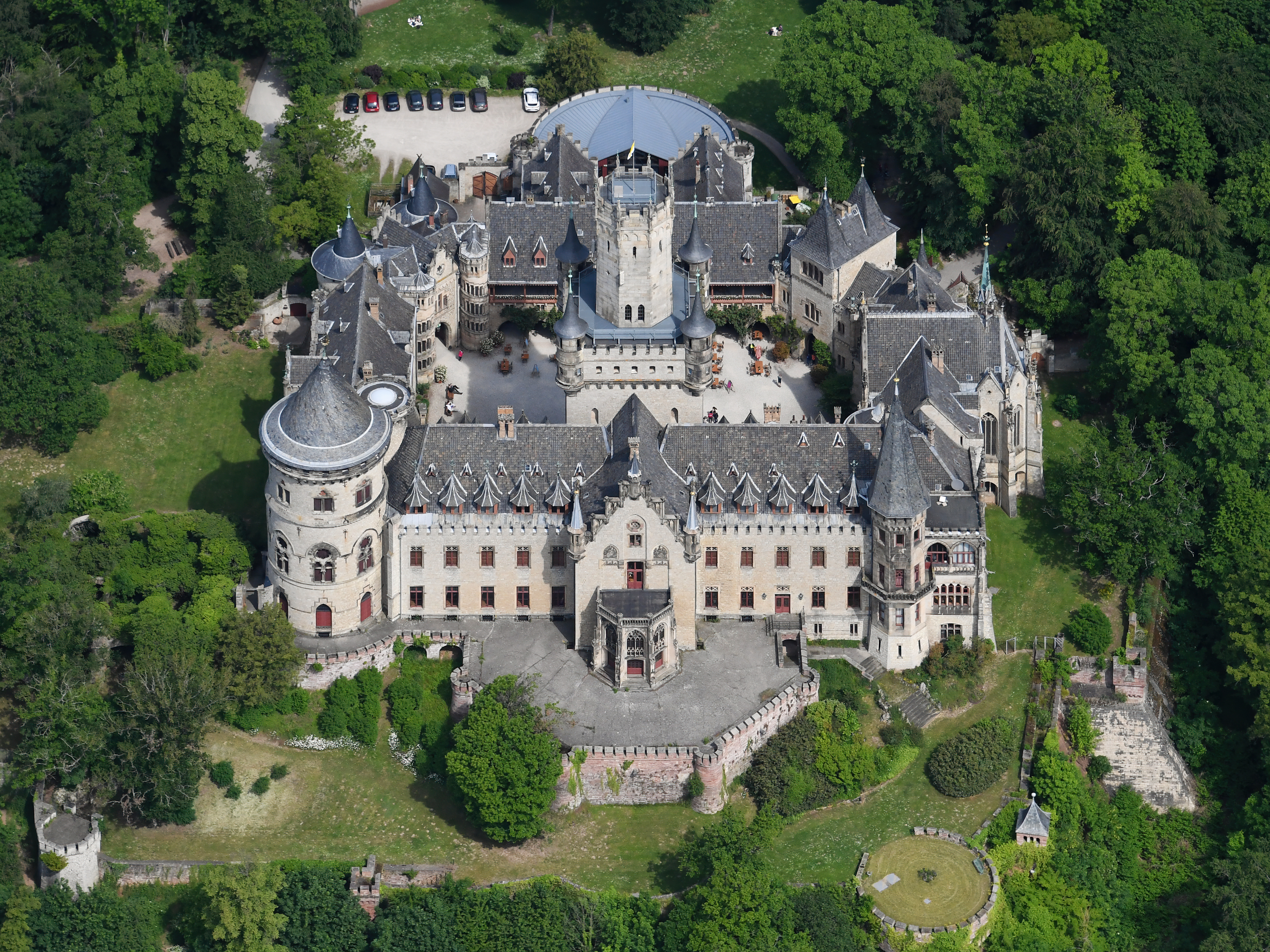
マリエンブルク城

### 建築
パッテンゼンで最も有名な建物の1つが、19世紀中頃に建設されたシューレンベルク地区のマリエンブルク城である。
パッテンゼン旧市街の一部は、1733年の大火の後に統一的に新築されたものである。それまで主であったギーベルハウス（切妻の破風側を通りにむけた建築）に替えて現存する3階建ての平入り（軒側を通りに向けた建築）の木組み建築が中心となった。特にダム通り、マルクト広場、コルヴィヌス広場の周辺で顕著である。1838年に、古い石造りの門番小屋があった場所にアルテ・ヴァッヘ（直訳: 旧監視所）が建設された。
1751年にライネ川に架けられたカレンベルガー橋、1593年に建設されたコルディンゲンのアムトハウス（役所）、カレンベルク城塞跡もパッテンゼンの見どころに数えられる。

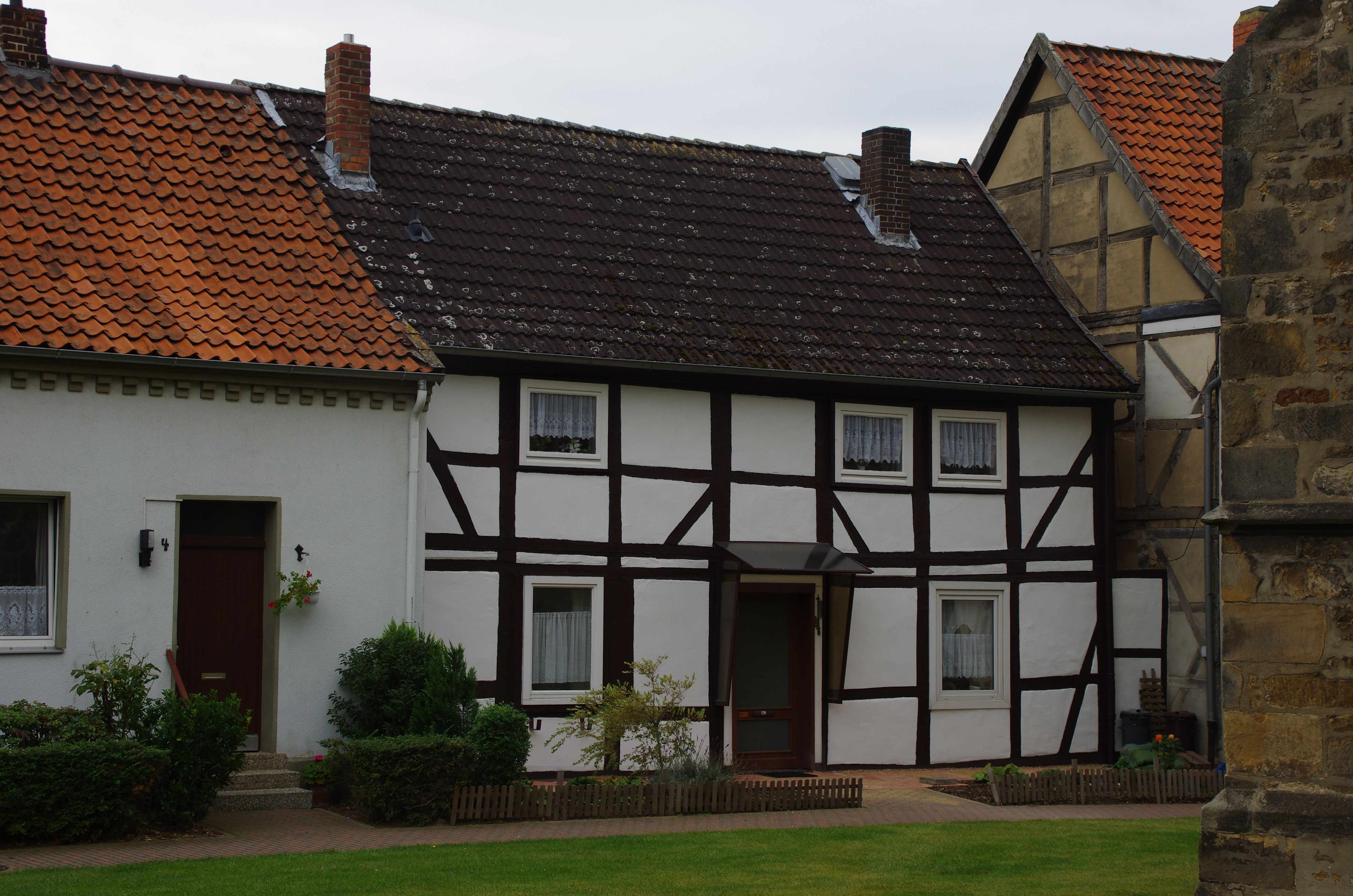
コルヴィヌス広場の街並み
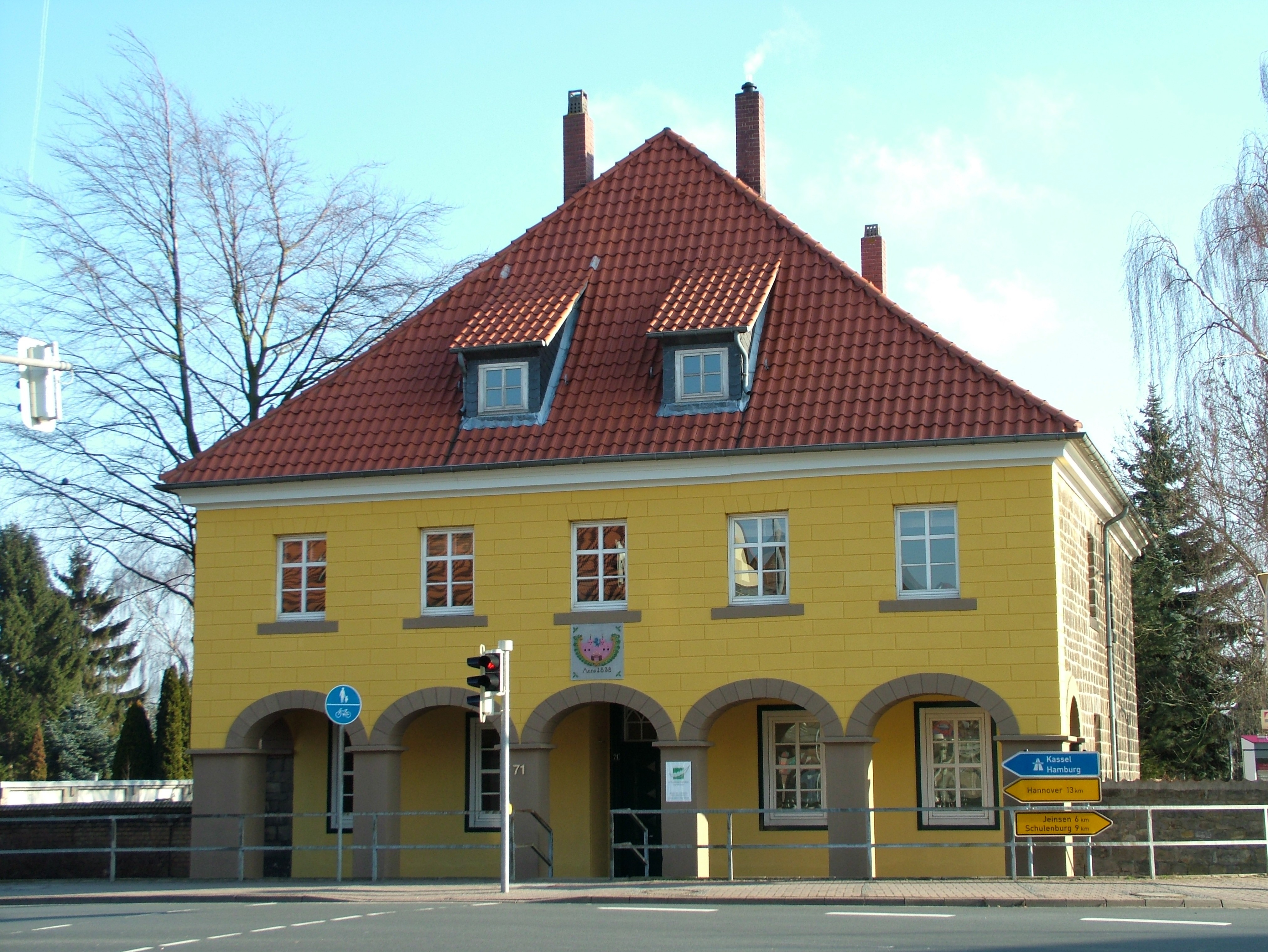
アルテ・ヴァッヘ
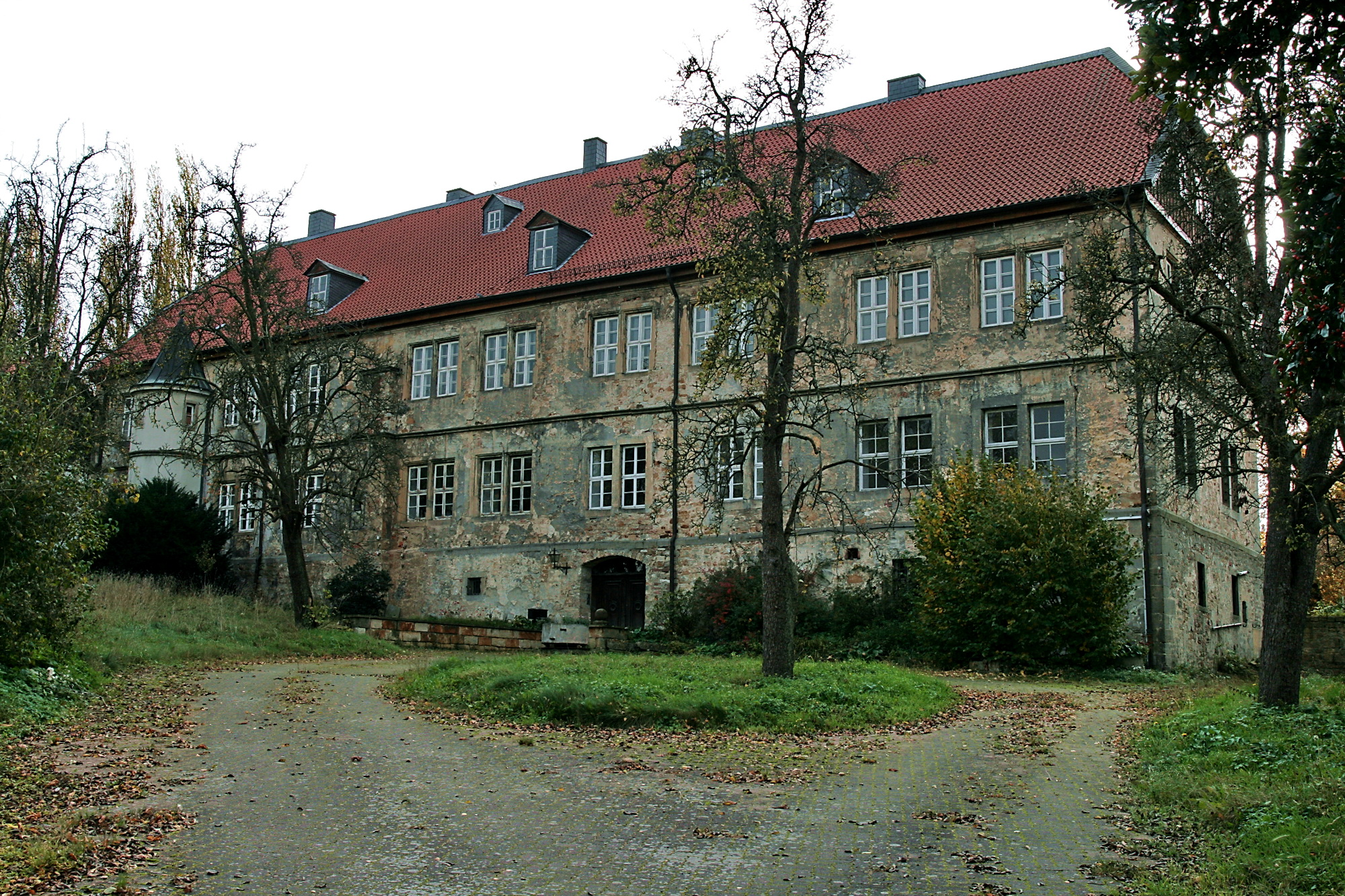
コルディンゲンのアムトハウス（コルディンゲン城館）
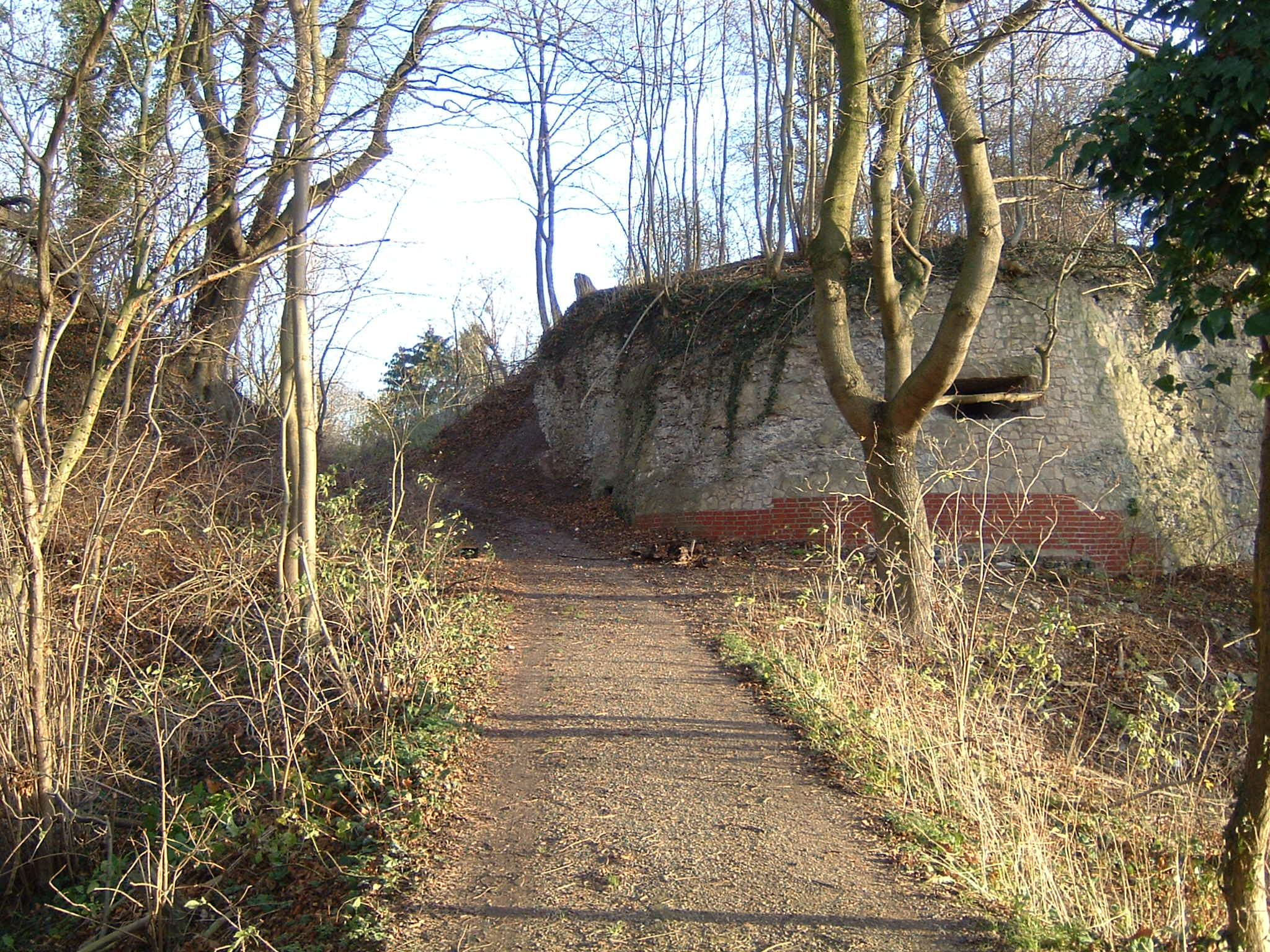
カレンベルク城塞跡

### 緑地およびレジャー地
アクティオーン・ガルテンレギオン・ハノーファー（直訳: ハノーファー庭園地域活動）の一環として2008年にパッテンゼン＝ミッテのフックスバッハパルクが造営された。近郊のレジャー地としては、たとえば南部ライネアウエ、コルディンガー湖、ダイスターなどがある。

### 音楽
パッテンゼンには多くの音楽クラブがある。たとえば、ムジークフェライン・パッテンゼン・フォン 1890 やリーダーターフェル・パッテンゼン（1862年創設）などである。さらにファンファーレ隊のシュピールマン & ファンファーレンコルプス・パッタンゼン・フォン 1958 やアルト・カレンベルガー・ファンファーレンツーク・パッテンゼン・フォン 1980 がある。

### スポーツ
パッテンゼンには屋内・屋外プール「パッテンザー・バート」(pab) がある。
本市最大のスポーツクラブが TSV パッテンゼンである。1890年に設立されたこのクラブには、サッカー、フットサル、徒手体操、ハンドボール、柔道、陸上競技、チェス、水泳、ダンス、卓球、トランポリン、器械体操、ヨガなどの部門がある。サッカー女子第1チームはオーバーリーガ・ニーダーザクセンで活動しており、A-およびB-ジュニアチームもランデスリーガ＝ニヴォーに参加している。
MSC パッテンゼンは1928年に創設され、モトボール＝ブンデスリーガでプレイしている。このモータースポーツクラブは、ドイツ準チャンピオンを5回（1961年、1969年、1979年、1984年、1986年）、ドイツ・ジュニアマイスターを3回（2006年、2007年、2008年）、ドイツカップ優勝を1回（1968年）獲得している。
この他にもたとえば射撃競技（シースクルプ・パッテンゼン・フォン 1913）、テニス（TV パッテンゼン/ライネ）、自転車競技（RSV パッテンゼン）、ヨット（SCC ゼーゲル・クルプ・カレンベルク）などのクラブがある。地区部にある他のクラブには、TSV シューレンブルク＝ライネ、TSV レーデン、TuSpo ヤインゼン、VfB パッテンゼンなどがある。

## 経済と社会資本

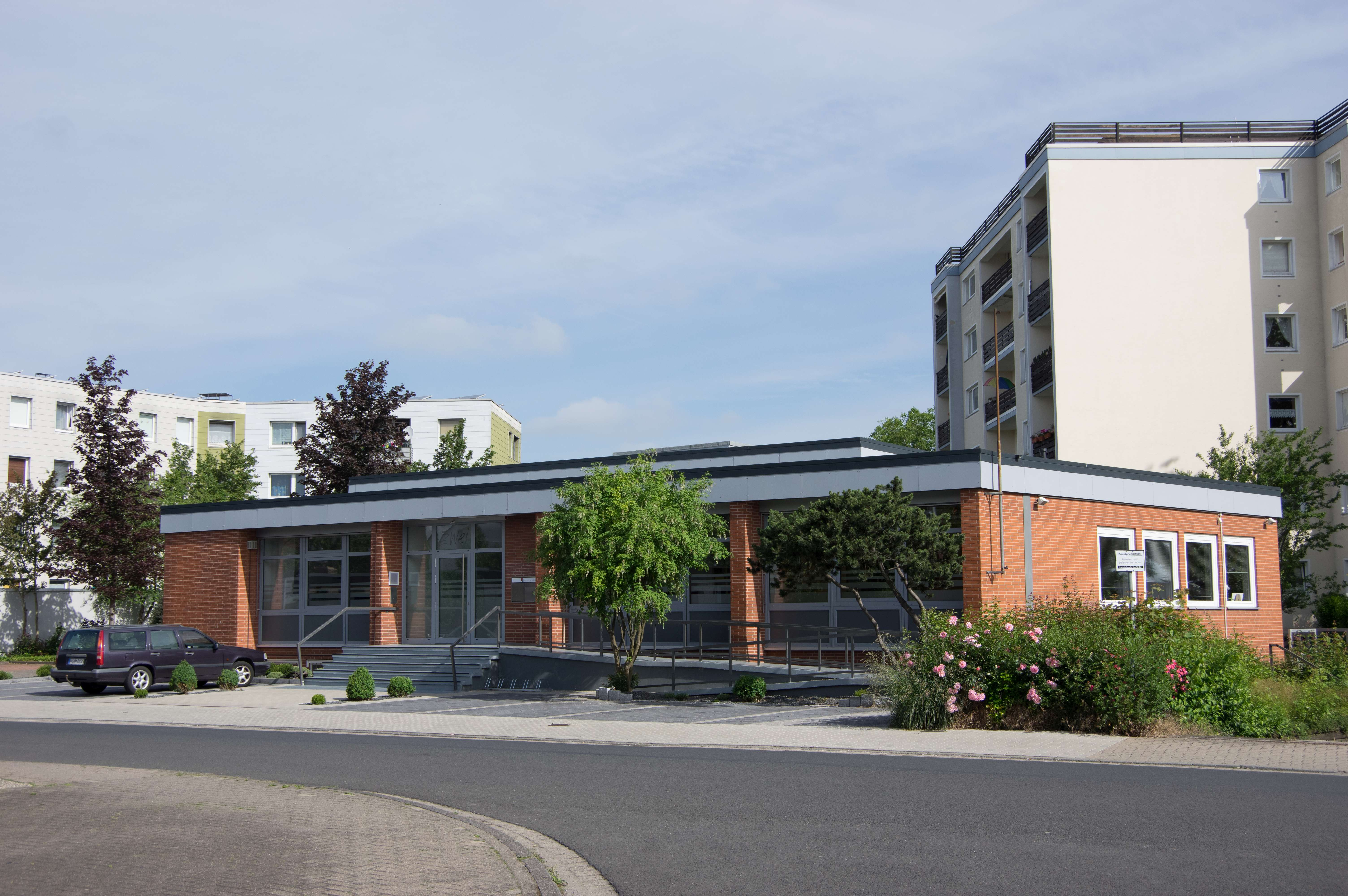
メディア・マヌファクトゥール

### 企業
- パッテンゼンにはドイツポストの郵便センター 30 がある。
- シューレンブルク地区では J. レッテンマイアー & ゼーネがライネ川の中洲の歴史的水車小屋でカレンベルク支店を運営している。
- パッテンゼンに本社を置いていた旧フォルクスバンク・パッテンゼン＝ロネンベルク＝ロールテは、2005年にフォルクスバンク・ヒルデスハイムと合併して、フォルクスバンク・ヒルデスハイム＝レールテ＝パッテンゼンとなった。
- カーネール・ファールツォクバウ。運輸用特殊車両を製造している。
- カゲマ工業装置。非常用電源装置および防火設備の製造業者で、KSB SE & Co. KGaA の子会社である。
- グラーマン・アールベルク・ハネーフェルシェ・ラントシュラハテライ。食肉業者
- メディア＝マヌファクトゥール。自動車およびデジタル産業の専門出版社で、AutomotiveIT の刊行業者である。
- フィナンツ・インフォーマティークは、ハノーファーのコンピューターセンター内に2010年代半ばに建設したバックアップ＝コンピューターセンターをパッテンゼンで運用している[29][30]。

### 経済構造
パッテンゼンはハノーファー広域連合で最も飲食店密度が高く、その他に地域を超えて有名な中規模企業が多く存在している。グルントツェントルムス（直訳: 基本中心都市）の地位であるにもかかわらず、パッテンゼンにはカレンベルク＝センターやシューレンブルク地区の家具店などミッテルツェントルム（直訳: 中級中心都市）相当の小売店が存在する。2022年の購買力は連邦平均の 115.2 % であった。

### 交通
連邦道3号線（B3号線）がパッテンゼンを南北に貫いている。B3号線のバイパス道路は、ハノーファー広域連合の東で連邦道443号線を通っており、ここで多くの広域道路に接続する。
ハノーファー広域交通 (GVH) のバス路線がパッテンゼンの地区間を30分間隔で運行している。これらのバス路線はパッテンゼン内部の交流を確保し、周辺市町村やハノーファー中心部への交通を提供する。地域バス路線300号線は、パッテンゼンと ZOB ハノーファー（ハノーファー中央バスターミナル）やハノーファー中央駅とを直接結んでいる。365号線と366号線（および夜行バスN31号線）は、ヘンミンゲンやハノーファー南部市区のリックリンゲンやデーレンへ運行している。この他にシュプリンゲ行きの路線（310号線、320号線）や、ラーツェンおよびハノーファー・メッセ会場行きの路線（340号線、341号線）がある。また、シューレンブルク地区は53号線（ヒルデスハイム行き）および213号線（エールツェ - ザールシュテット）によってヒルデスハイム地域交通のバス路線網に接続している。
現在パッテンゼンには鉄道の駅はないものの、前述のバス路線で行くことができるラーツェンやシュプリンゲの市区、ハノーファー南部市区およびメッセ会場には、ハノーファーSバーンやシュタットバーン・ハノーファーの駅がある。これらの鉄道を利用するとバスで移動するよりも短い時間でハノーファー中央駅に到着できる。たとえば、Sバーンのレーテン駅はコルディンゲン地区からわずか 2 km しか離れていない。1899年から1959年まではハノーファーまでのシュタットバーン（21号線）が通じていた。

### 教育
パッテンゼン＝ミッテのエルンスト＝ロイター＝シューレはギムナジウムのオーバーシュトゥーフェを持つ共同型総合学校である。同じサン・トーバン広場の学校センターに言語と学習に重点を置いた養護学校カレンベルガー・シューレがある。
パッテンゼンには基礎課程学校が、パッテンゼン＝ミッテ、シューレンブルク、ヤインゼン、ヒュペーデに1校ずつ合計4校ある。また、幼稚園が合わせて9園ある。マリエン通りの基礎課程学校内には市立図書館が存在する。

## 人物

### ゆかりの人物
- アントン・コルヴィヌス（ドイツ語版、英語版）（1501年 - 1553年）ルター派神学者、宗教改革家。
- ヨハン・ゲオルク・コンラート・オーバーディーク（ドイツ語版、英語版）（1794年 - 1880年）牧師、果実学者。
- エルンスト・アウグスト・フォン・ハノーファー（1914年 - 1987年）ハノーファー家の家長。1956年から亡くなるまでシューレンブルク/ライネ地区のハウスグート・カレンベルクに住んだ。
- エルンスト・アウグスト・フォン・ハノーファー（1954年 - ）ハノーファー家の家長。
- アンナレーナ・ベアボック（1980年 - ）政治家。ドイツ外務大臣。1985年からパッテンゼンで育った。
- エルンスト・アウグスト・フォン・ハノーファー（1983年 - ）ハノーファー家の公子。
- ペア・メルテザッカー（1984年 - ）サッカー選手。少年期にパッテンゼンに住み、TSVパッテンゼンのジュニアクラブに所属した。

## 関連図書
- Martin Zeiller (1654). “Pattensen”. In Matthäus Merian. Topographia Ducatus Brunswick et Lüneburg. Topographia Germaniae. Band 15 (1 ed.). Frankfurt am Main: Matthaeus Merians Erben. p. 168
- Steigerwald, Eckhard (1986). Pattensen. Zur Geschichte und Entwicklung einer Calenberger Kleinstadt. Osnabrück: Druck- und Verlagshaus Fromm
- Eckard Steigerwald (1986). Pattensen. Zur Geschichte und Entwicklung der Dörfer (bis Ende des 16. Jahrhunderts)
- Ulrich Fliess (1972). “ハノーファー、アム・ホーエン・ウファー歴史博物館の展覧会カタログ”. Hannover. pp. 153-
- Hermann Schuhrk (2014). “Pattensen um 1540, ein Gemälde von Fred Pilzner”. In Förderverein für die Stadtgeschichte von Springe. Springer Jahrbuch 2014 für die Stadt und den Altkreis Springe. Springe. pp. 59–64
- Hermann Schuhrk (2014). “Der Besuch König Georgs IV. in Pattensen am 29. Oktober 1821”. In Förderverein für die Stadtgeschichte von Springe. Springer Jahrbuch 2014 für die Stadt und den Altkreis Springe. Springe. pp. 98–108
- Marlène Zedelius-Sanders; Peter Rohde (1978). Die paläolithischen Funde aus dem Leinetal bei Jeinsen, Stadt Pattensen, Landkreis Hannover. Lax Hildesheim